# Sawari Jawharnagar
Sawari Jawharnagar è una suddivisione dell'India, classificata come census town, di 11.775 abitanti, situata nel distretto di Bhandara, nello stato federato del Maharashtra. In base al numero di abitanti la città rientra nella classe IV (da 10.000 a 19.999 persone).

## Geografia fisica
La città è situata a 21° 06' 49 N e 79° 33' 03 E.

## Società

### Evoluzione demografica
Al censimento del 2001 la popolazione di Sawari Jawharnagar assommava a 11.775 persone, delle quali 6.091 maschi e 5.684 femmine. I bambini di età inferiore o uguale ai sei anni assommavano a 989, dei quali 522 maschi e 467 femmine. Infine, coloro che erano in grado di saper almeno leggere e scrivere erano 9.846, dei quali 5.409 maschi e 4.437 femmine.